# 미스터 앙리와의 조금(?!) 특별한 동거
《미스터 앙리와의 조금(?!) 특별한 동거》(L'Étudiante et Monsieur Henri)는 2015년 공개된 프랑스의 영화이다.

## 출연

### 주연
- 클로드 브라소
- 노에미 슈미트
- 기욤 드 통케덱
- 프레데릭 벨

### 조연
- 토마스 솔리베르
- 발레리 케르조레
- 스테판 워토윅즈